# Académie des sciences à Hambourg

L'Académie des sciences à Hambourg (en allemand Akademie der Wissenschaften in Hamburg) est une académie des sciences allemande.

## Historique
L'académie est fondée en 2004 par la municipalité de la ville de Hambourg en tant qu'établissement public, et établie en 2005 par une commission de fondation de neuf personnes. Les premiers membres nommés sont trente scientifiques, sept femmes et vingt-trois hommes. La réunion constitutive des membres de l’académie a eu lieu à Hambourg le 31 octobre 2005. Le nombre de membres ordinaires de l'Académie est statutairement limité à 80. L'Académie a aussi un ensemble de membres correspondants.

## Structure de l'Académie
L'objectif de l'Académie est de servir tant son propre travail de recherche scientifique que la collaboration avec des scientifiques et des instituts de recherche en allemands et étrangers. Elle a son siège à Hambourg et ses membres réguliers proviennent de Hambourg, Schleswig-Holstein, Mecklembourg-Poméranie-Occidentale et, dans des cas particuliers, également de Brême et de Basse-Saxe. L'Académie fait partie depuis 2007 de la Union der deutschen Akademien der Wissenschaften. Elle est la plus jeune des huit académies de cette union.
Elle est dirigée par un président, depuis 2013 cette fonction est occupée par Edwin Kreuzer (de), spécialiste des sciences techniques.
| Identité                       | Période          | Période          | Durée |
| Identité                       | Début            | Fin              | Durée |
| ------------------------------ | ---------------- | ---------------- | ----- |
| Edwin Kreuzer (d) (né en 1947) | 2013             | 31 décembre 2021 | 8 ans |
| Mojib Latif (en) (né en 1954)  | 1er janvier 2022 |                  |       |

## Projets
L'Académie dirige ou participe à une série de projets de longue durée :
- Développement d'un Corpus de langue des signes allemande sous forme de dictionnaire électronique. Projet à long terme débuté en 2009 et d'une durée de 15 ans.
- Édition, en coopération avec l’université de Rostock des œuvres complètes de Moritz Schlick, y compris les manuscrits non publiés et sa correspondance. Projet débuté en 2011.
- Culture écrite de l'Éthiopie chrétienne. Projet débuté en février 2016, fin prévue en 2033
- Grammaires, corpus et technologie de la langue pour les langues indigènes eurasiennes du Nord. En coopération avec l'université de Hambourg.
- Formulae – Litterae – Chartae. Nouvelles éditions de formulations du premier Moyen Âge. De janvier 2017 à décembre 2031. En coopération avec l'université de Hambourg.

## Publications
L'Académie édite une série de collections de publications :
- Abhandlungen der Akademie der Wissenschaften in Hamburg, publiées par De Gruyter
- Hamburger Akademievorträge, publiés par Hamburg University Press
- Schriften der Akademie der Wissenschaften in Hamburg, publiées par Nomos Verlag, Baden-Baden.

D'autres publications sont sponsorisées par l’Académie.

## Prix
L'Académie des sciences à Hambourg décerne tous les deux ans le Hamburger Wissenschaftspreis (de), un prix doté de 100 000 €. Les lauréats sont :
- 2017 : Xinliang Feng et Klaus Müllen, chimie
- 2015 : Roland Wiesendanger, nanosciences
- 2013 : Mathias Jucker, recherche sur la démence
- 2011 : Ferdi Schüth, recherche sur les catalyseurs
- 2009 : Stefan Ehlers, recherches sur les infections